# Albudeite
Albudeite è un comune spagnolo di 1 369 abitanti situato nella comunità autonoma di Murcia.